# Jack Pierce (atleta)
Jack Pierce (Estados Unidos, 23 de septiembre de 1962) fue un atleta estadounidense, especializado en la prueba de 110 m vallas en la que llegó a ser subcampeón mundial en 1991.

## Carrera deportiva
En el Mundial de Tokio 1991 ganó la medalla de plata en los 110 metros vallas, con un tiempo de 13.06 segundos, llegando a meta tras su compatriota el también estadounidense Greg Foster y por delante del británico Tony Jarrett.